# محمد عبيدات
محمد سلامة عبيدات أكاديمي وباحث في علوم وهندسة الكمبيوتر، ورئيس وزميل جمعية النمذجة والمحاكاة الدولية (SCS)، وزميل في معهد مهندسي الكهرباء والإلكترونيات (IEEE)، هو رئيس وأستاذ قسم علوم الحاسب والمعلومات بجامعة فوردهام، نيويورك بالولايات المتحدة الأمريكية، وهو مؤسس ورئيس المجلة الدولية لأمان الحاسوب Security and Privacy Journal.
ولد في الأردن وحصل على ماجستير ودكتوراه في هندسة الكمبيوتر من جامعة ولاية أوهايو، وتم تكريمه عدة مرات وحصل على عدة جوائز في مجال هندسة الاتصالات.

## سيرة شخصية
شغل عبيدات عدة مناصب ومنها مستشار عدنان بدران رئيس جامعة فيلادلفيا الأردنية الذي شغل منصب رئيس وزراء الأردن عام 2005. 
كان عبيدات باحثًا في برنامج فولبرايت في الأردن خلال العام الدراسي 2004/2005. شغل منصب رئيس قسم علوم الكمبيوتر ولجنة الدراسات العليا في جامعة مونماوث. 
عبيدات هو مؤلف أو مؤلف مشارك للعديد من الكتب وأوراق علمية ومؤتمرات علمية محكمة. 
عمل أستاذاً زائرًا في العديد من الجامعات، بما في ذلك جامعة أبردين بالمملكة المتحدة وإنسا روان وفرنسا وجامعة فيلادلفيا والأردن وجامعة إشبيلية وإسبانيا وجامعة أوفييدو الإسبانية وجامعة إيلان الوطنية وتايوان وجامعة تامكانج وتايوان وكوريا معهد العلوم والتكنولوجيا (KAIST)، كوريا الجنوبية، جامعة جيرونا، إسبانيا، جامعة جنوة، إيطاليا، جامعة الملك فهد، المملكة العربية السعودية، جامعة قرطاج، تونس، EMI، المغرب، تورينو بوليتكنيك ، إيطاليا ، جامعة بوغازجي ، تركيا ، والإسلامية الدولية جامعة ماليزيا ، جامعة الأمير سلطان، المملكة العربية السعودية، جامعة بيهانغ، الصين، جامعة نانجينغ للبريد والاتصالات السلكية واللاسلكية، الصين، جامعة بكين للبريد والاتصالات (BUPT) ، الصين، جامعة العلوم والتكنولوجيا بكين، الصين، جامعة فودان، الصين، جامعة كالابريا، إيطاليا، جامعة خليفة، الإمارات العربية المتحدة، جامعة هواتشونغ للعلوم والتكنولوجيا، الصين. 
شغل منصب محاضر / زائر متميز في جمعية الحاسبات الإلكترونية IEEE (1994-1997)، وهو الآن محاضر متميز في جمعية الآلات الحاسوبية (ACM)  و SCS.  تشمل اهتماماته البحثية الأنظمة اللاسلكية، وشبكات اتصالات الكمبيوتر، والأمن السيبراني، وأتمتة التعلم، والشبكات العصبية، والأنظمة الموازية والموزعة، والنمذجة والمحاكاة، وتقييم أداء أنظمة الكمبيوتر والاتصالات السلكية واللاسلكية، والاتصالات.

## الجهود الأدبية
منذ عام 1997 يشغل منصب رئيس تحرير المجلة الدولية لأنظمة الاتصالات التي نشرها جون وايلي وأولاده .  عبيدات هو رئيس تحرير مجلة التقارب التي نشرتها FTRA. وهو حاليًا محرر أو محرر استشاري أو عضو في هيئة تحرير العديد من المجلات العلمية والمعاملات الأخرى بما في ذلك IEEE Wireless Communications.
لديه ايضاً عدة مؤلفات ومنها:
- Biometric-based Physical and Cybersecurity Systems, (2018.
- Internet of Things and Personalized Healthcare Systems, (2018).
- Social Network Forensics, Cyber Security, and Machine Learning, (2018).
- Simulation and Modeling Methodologies, Technologies and Applications, (2018).
- E-Business and Telecommunications, (2018).

## جوائز
حصل عبيدات على العديد من الجوائز، بما في ذلك: جائزة SCS Hall of Fame Inductee - Life Achievement Award، وجائزة SCS Presidential Service Award، وجائزة ماكلويد للأبداع العلمي SCS McLeod Founder's Award عن مساهمته الفنية البارزة في نمذجة الكمبيوتر والمحاكاة ،  جائزة IEEE AICCSA لعام 2009، جائزة IEEE GLOBCOM 2009 لأفضل ورقة بحثية  جائزة زمالة أبحاث نوكيا، وجائزة فولبرايت للعلماء المتميزين .
وفي عام 2005 تكريماً لجهوده تم منحه زمالة معهد مهندسي الكهرباء والإلكترونيات IEEE 